# 普尔赛-加尔诺
普尔赛-加尔诺（法語：Poursay-Garnaud，法語發音：[puʁsɛ ɡaʁno]）是法国滨海夏朗德省的一个市镇，由普尔赛（Poursay）和加尔诺（Garnaud）两村庄组成，位于该省东部，属于圣让当热利区。

## 地理
普尔赛-加尔诺（45°57'10"N, 0°27'38"W）面积5.22 平方千米，位于法国新阿基坦大区滨海夏朗德省，该省份为法国西部滨海省份，北起旺代省，西临大西洋，南至吉倫特省，东南接多爾多涅省，东北接德塞夫勒省接壤，东临夏朗德省。
与普尔赛-加尔诺接壤的市镇（或旧市镇、城区）包括：库尔塞勒、莱塞格利斯-达让特伊、圣于连德莱斯卡普、瓦赖兹、韦尔旺。
普尔赛-加尔诺的时区为UTC+01:00、UTC+02:00（夏令时）。

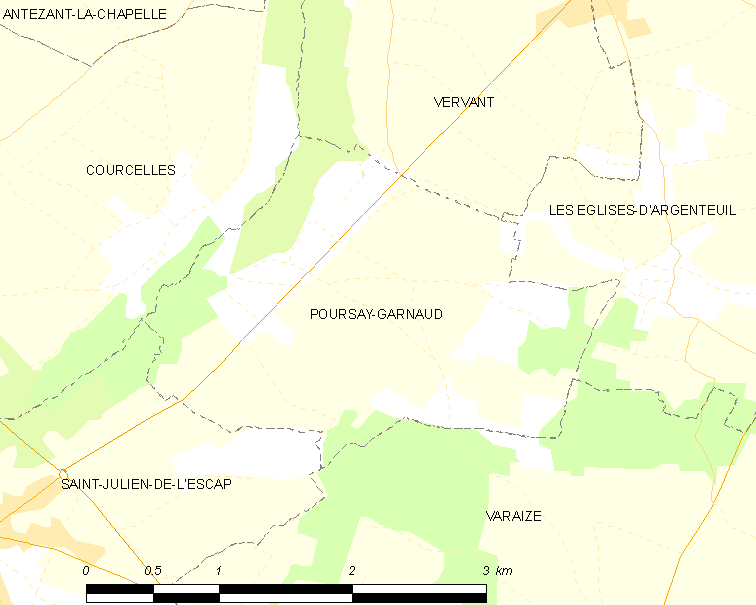
普尔赛-加尔诺的OSM定位图

## 行政
普尔赛-加尔诺的邮政编码为17400，INSEE市镇编码为17288。

## 政治
普尔赛-加尔诺所属的省级选区为马塔县。

## 人口

1962-2008年间普尔赛-加尔诺人口变化图示

普尔赛-加尔诺于2022年1月1日时的人口数量为312人。